# NGC 5392
NGC 5392 је лентикуларна галаксија у сазвежђу Девица која се налази на NGC листи објеката дубоког неба.
Деклинација објекта је - 3° 12' 32" а ректасцензија 13h 59m 24,9s. Привидна величина (магнитуда) објекта NGC 5392 износи 13,9 а фотографска магнитуда 14,8. NGC 5392 је још познат и под ознакама MCG 0-36-5, CGCG 18-13, PGC 49792.